# Krzysztof Środa
Krzysztof Środa (ur. 1959) – polski pisarz, tłumacz i historyk filozofii.

## Życiorys
Publikował w „Przeglądzie Filozoficznym”, „Przeglądzie Filozoficzno-Literackim” i „Toposie”. Tłumaczył książki z zakresu filozofii (m.in. Aldous Huxley – Filozofia wieczysta) oraz z zakresu giełdy i papierów wartościowych (m.in. Nick Leeson – Łajdak na giełdzie).
Laureat Nagrody Literackiej Gdynia 2007 w kategorii eseistyka za książkę Projekt handlu kabardyńskimi końmi. Nominowany do Nagrody Literackiej Gdynia 2013 w kategorii eseistyka za książkę Podróże do Armenii i innych krajów z uwzględnieniem najbardziej interesujących obserwacji przyrodniczych oraz do Nagrody Literackiej „Nike” 2017 (finał nagrody) i Nagrody Literackiej Gdynia 2017 w kategorii proza za powieść Las nie uprzedza. W 2020 nominowany do Nagrody Literackiej „Nike” za Srebro ryb.
Jest mężem Magdaleny Środy.

## Książki
- Niejasna sytuacja na kontynencie. Prywatny przewodnik po różnych stronach świata (Świat Literacki, Izabelin 2003)
- Projekt handlu kabardyńskimi końmi (Świat Literacki, Izabelin 2006)
- Podróże do Armenii i innych krajów z uwzględnieniem najbardziej interesujących obserwacji przyrodniczych (Wydawnictwo Czarne, Wołowiec 2012)
- Niejasna sytuacja na kontynencie. Prywatny przewodnik po różnych stronach świata – wydanie II, rozszerzone (Wydawnictwo Czarne, Wołowiec 2014)
- Projekt handlu kabardyńskimi końmi – wydanie II (Wydawnictwo Czarne, Wołowiec 2014)
- Las nie uprzedza (Wydawnictwo Czarne, Wołowiec 2016)
- Srebro ryb (Wydawnictwo Czarne, Wołowiec 2019)